# 리보니아 전쟁
리보니아 전쟁은 1558년부터 1583년까지 스웨덴, 폴란드-리투아니아 연방, 러시아 차르국, 덴마크-노르웨이가 리보니아를 놓고 벌인 전쟁이다.
러시아 차르국의 차르였던 이반 4세는 서유럽과의 교류를 위해 발트해로 진출하는 통로를 원했다. 1558년 1월 이반 4세가 리보니아 기사단에 전쟁을 선포하면서 리보니아를 침공했다. 러시아 군대는 1558년 5월에 도르파트(Dorpat, 타르투)를, 1558년 7월에 나르바(Narva)를 점령했고 나중에 레발(Reval, 탈린)을 포위하게 된다. 리보니아 기사단은 러시아, 스웨덴, 리투아니아 대공국 군대의 침공으로 인해 쇠퇴하게 된다.
리보니아 기사단은 1561년 리투아니아 빌뉴스에서 체결된 조약을 통해 해체되면서 세속화에 들어갔다. 또한 스웨덴은 에스토니아를, 덴마크는 사레마섬을, 폴란드는 쿠를란트, 젬갈레를, 리투아니아 대공국은 리보니아를 획득했다. 1561년에는 러시아의 이반 4세가 폴란드의 지그문트 2세 국왕과의 휴전에 합의했지만 스웨덴, 덴마크가 발트 해의 세력 확장을 위한 차원에서 개입하면서 전쟁은 새로운 국면에 접어들게 된다.
1562년에는 러시아의 이반 4세가 폴란드의 지그문트 2세 국왕과의 휴전을 파기했다. 1563년에는 벨라루스 폴라츠크를 점령하면서 빌뉴스로 가는 교두보를 마련했지만 러시아는 스웨덴, 폴란드와의 전쟁에 직면하게 된다. 1569년에는 폴란드와 리투아니아 대공국이 루블린 연합을 통해 폴란드-리투아니아 연방을 수립했다. 또한 러시아 차르국은 오스만 제국의 지원을 받은 크림 칸국의 공격을 받으면서 위기에 직면하게 된다.
1576년 폴란드의 국왕, 리투아니아의 대공으로 추대된 스테판 바토리는 스웨덴과의 동맹 관계를 수립하면서 러시아를 견제했다. 리보니아 원정에 나선 폴란드 군대는 1578년 10월 21일 라트비아 체시스에서 일어난 벤덴 전투(Wenden), 1581년 9월 8일부터 1582년 2월 4일까지 일어난 프스코프 포위전에서 러시아 군대를 연달아 격파했다.
1582년 1월 15일에 체결된 얌자폴스키 조약(Jam Zapolski)에 따라 러시아는 리보니아, 폴라츠크를 폴란드에 양도했다. 1583년 8월 10일에 체결된 플루사 조약(Plussa)에 따라 러시아는 잉그리아의 거의 대부분 지역, 리보니아 북부 지역을 스웨덴에 양도했다.

## 같이 보기
- 리보니아인